# 菲岛拟银杏蟹
菲岛拟银杏蟹（学名：Paractaea philippinensis）为扇蟹科拟银杏蟹属的动物。分布于菲律宾以及中国大陆的西沙群岛等地，生活环境为海水，主要生活于珊瑚礁浅水中。